# Anastasija Tracz
Anastasija Tracz, ukr. Анастасія Трач (ur. 15 listopada 1988 w Dnieprze) – ukraińska siatkarka, grająca na pozycji atakującej i przyjmującej. Od sezonu 2018/2019 występowała w drużynie KSZO Ostrowiec Świętokrzyski.
Jej siostra bliźniczka Olha, również jest siatkarką.

## Sukcesy klubowe
Puchar Ukrainy:
- 2009

Mistrzostwo Ukrainy:
- 2009
- 2011

Mistrzostwo Kazachstanu:
- 2014

Mistrzostwo Słowacji:
- 2016, 2017
- 2015, 2021

Puchar Słowacji:
- 2016, 2017

Memoriał Agaty Mróz-Olszewskiej:
- 2018